# Zgodbe iz New Yorka
New York Stories je ameriški omnibus iz leta 1989, ki ga sestavljajo tri krajše zgodbe na osrednjo temo New Yorka. Prvo naslovljeno Življenjski nauki je režiral Martin Scorsese po scenariju Richarda Prica, v glavni vlogi je nastopil Nick Nolte. Drugo Življenje brez Zoë je režiral Francis Ford Coppola po scenariju, ki ga je napisal skupaj s hčerjo Sofio Coppola. Tretjo Ojdipov brodolom pa je režiral, napisal zanjo scenarij in tudi odigral glavno vlogo Woody Allen. V izdajah izven ZDA je vrstni red zamenjal, najprej Coppolov del, nato Allenov in za zaključek Scorsesejev.
Film je bil prikazan v netekmovalnem programu Filmskega festivala v Cannesu leta 1989. Allenov in Scorsesejev segment filma so kritiki pohvalili, Coppolov pa ocenili negativno. Na strani Rotten Tomatoes je film prejel oceno 75%.

## Vloge

### Življenjski nauki
- Nick Nolte kot Lionel Dobie
- Rosanna Arquette kot Paulette
- Steve Buscemi kot Gregory Stark
- Jesse Borrego kot Reuben Toro
- Peter Gabriel
- Illeana Douglas kot Paulettina prijateljica
- Debbie Harry kot slepo dekle

### Življenje brez Zoë
- Heather McComb kot Zoë
- Talia Shire kot Charlotte
- Giancarlo Giannini kot Claudio
- Don Novello kot Hector
- Adrien Brody kot Mel
- Chris Elliott kot ropar
- Carmine Coppola kot ulični glasbenik
- Carole Bouquet kot princesa Soraya

### Ojdipov brodolom
- Woody Allen kot Sheldon Mills
- Mae Questel kot mati
- Mia Farrow kot Lisa
- Julie Kavner kot Treva
- George Schindler kot čarodej Shandu
- Larry David kot gledališki manager
- Mike Starr kot Hardhat
- Ira Wheeler kot g. Bates